# Municipalità locale di Moses Kotane
Moses Kotane è una municipalità locale (in inglese Moses Kotane Local Municipality) appartenente alla municipalità distrettuale di Bojanala della provincia del Nordovest in Sudafrica.
Il suo territorio si estende su una superficie di 5.719  km² ed è suddiviso in 30  circoscrizioni elettorali (wards).  Il suo codice di distretto è NW375.

## Geografia fisica

### Confini
La municipalità locale di Moses Kotane confina a nord con quella di Thabazimbi (Waterberg/Limpopo), a est con quella di Madibeng, a sud  con quelle di Rustenburg e Kgetleng Rivier e a ovest con quella di Ramotshere Moiloa (Ngaka Modiri Molema).

### Città e comuni
- Amahlubi
- Bafokeng
- Bakgatla Ba Ga Kgafela
- Bakubung Ba Ratheo
- Bakwena Ba Mare A Phogole
- Bakwena Boo Modimosana
- Baphalane
- Baphiring
- Bapo 2 Ba Ga Mogale
- Bapo II
- Barokologadi Ba Ga Maotwa
- Bataung Ba Moubane
- Batlhako Boo Mututu Ba Ga Mabe
- Batlhalerwa
- Batlokwa Ba Bogatsu
- Batlokwa Ba Ga Sedumedi
- Batlokwa Boo Matlapane
- Dinokaneng
- Mahobieskraal
- Makuntlwane A Kgote
- Mixed TA
- Mogwase
- Mokgatlha
- Mokgautsi
- Moses Kotane
- Pilanesberg Game Reserve
- Sun City
- Zwartklip

### Fiumi
- Bierspruit
- Bofule
- Brakspruit
- Diphiri
- Kgolane
- Klipspruit
- Kolobeng
- Mankwe
- Marico
- Motlhabe
- Ramphamphana
- Sandspruit
- Thulane

### Dighe
- Madikwe Dam
- Mankwe Dam
- Molatedi Dam